# Excitebike: World Rally
Excitebike: World Rally est un jeu vidéo de course de moto édité par Nintendo et développé par Monster Games. Il est sorti sur Wii en 2009 via la plate-forme WiiWare. Il fait partie de la série des Excite.

## Système de jeu
Excitebike: World Rally est un jeu de course de moto qui reprend le gameplay du premier jeu de la série Excite, Excitebike sur Nintendo Entertainment System. Il propose un mode contre-la-montre jouable en solo ainsi qu'un mode multijoueur jouable uniquement en ligne.

## Accueil
Dans une liste établie le 19 juillet 2011, IGN classe Excitebike: World Rally 22e meilleur jeu de la plate-forme WiiWare.